# Чжан Іньїн
Чжан Іньїн (кит. трад. 張怡寧, спр. 张怡宁, піньїнь: Zhāng Yíníng, 5 жовтня 1981) — китайська настільна тенісистка, олімпійська чемпіонка.

## Виступи на Олімпіадах
| Олімпіада  | Дисципліна       | Місце |
| ---------- | ---------------- | ----- |
| Афіни 2004 | одиночний розряд | 1     |
| Афіни 2004 | парний розряд    | 1     |
| Пекін 2008 | одиночний розряд | 1     |
| Пекін 2008 | командні         | 1     |